# Sydney Tower

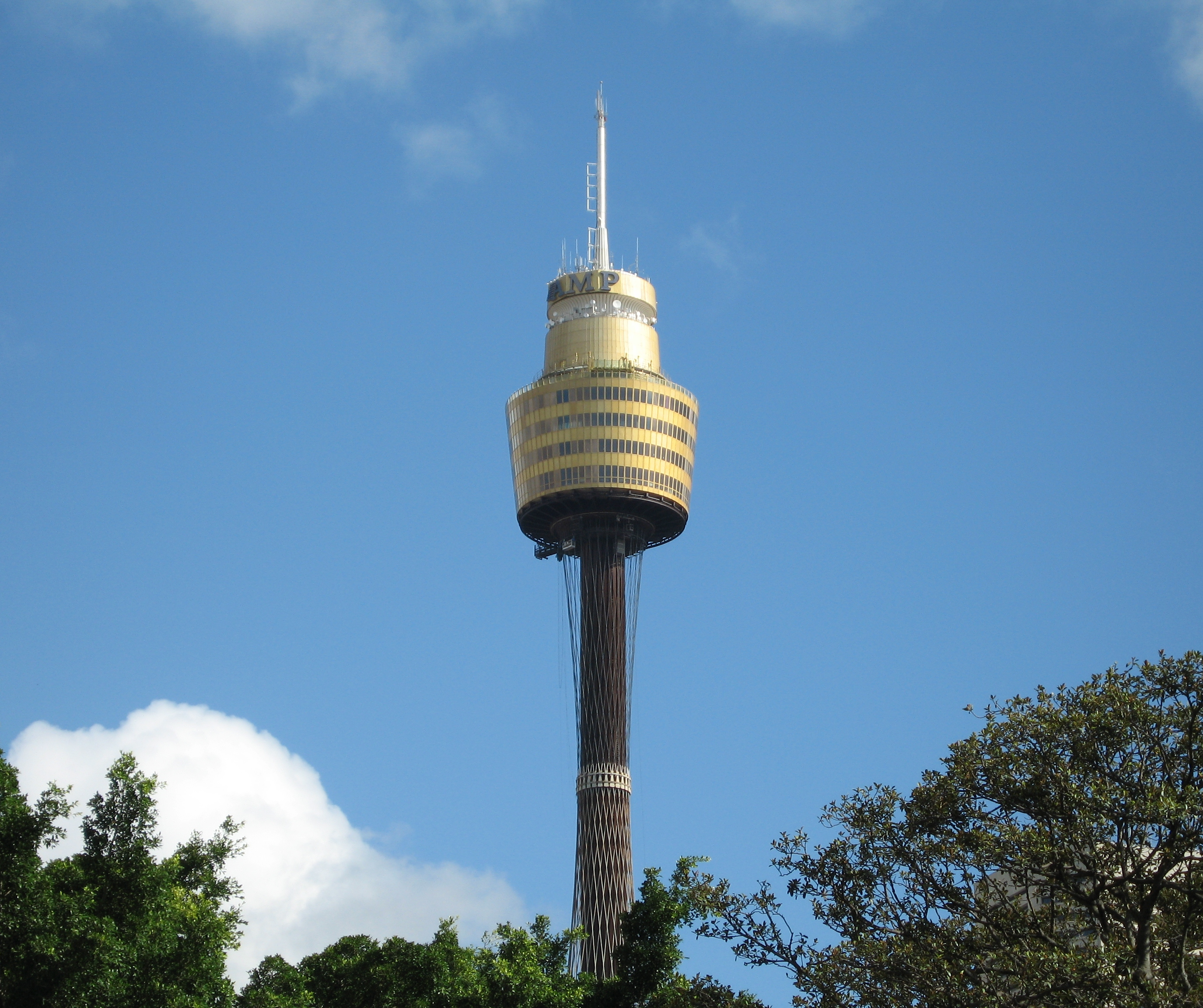
Sydney Tower, vista desde el Parque Hyde.

La Sydney Tower (en español "Torre de Sídney"), también conocida como AMP Tower ("Torre de AMP", una empresa local) es la tercera torre más alta del hemisferio sur con 309 metros de altura, después de la Queensland Number One (323 m.) de Australia y la Sky Tower (328 m.) de Nueva Zelanda. En la torre hay una plataforma de acceso público situado a una altura de 251 m sobre el Central Business District.

## Características
La planificación de la torre comenzó en 1970 por parte de la oficina de arquitectos Donald Crone & Assoc. Pty Ltd, la construcción no comenzaría hasta 1974. La inauguración tuvo lugar el 23 de septiembre de 1981. 3 ascensores de 2 plantas transportan a aprox. 800.000 visitantes de la plataforma pública cada año.
La torre se sustenta con 56 cables de acero, cada uno de los cuales pesa 7 toneladas. La propia torre pesa 2.239 toneladas. Uno de los pisos dispone de un tanque de agua con 162.000 litros. 1504 escalones conducen a la planta baja para casos de emergencia.
La vista desde la torre tiene un alcance de 85 km, más allá del puerto natural de Sídney en el norte, el océano Pacífico al este, la Bahía Botany al sur y las Blue Mountains al oeste.
Junto a la plataforma de acceso público hay dos restaurantes y un café en la parte superior.

## Datos técnicos
- Arquitecto: Donald Crone
- Comienzo de construcción: 1975
- Finalización de la construcción: 1981
- Plantas: 19
- Altura: 275 m
- Altura con antena: 306 m
- Plataforma: 251 m, 260 m
- Ascensores: 3

## Denominación
Los habitantes de Sídney la denominan "Centrepoint Tower", o simplemente "Centrepoint". La denominación "Sydney Tower" en Australia es poco frecuente.

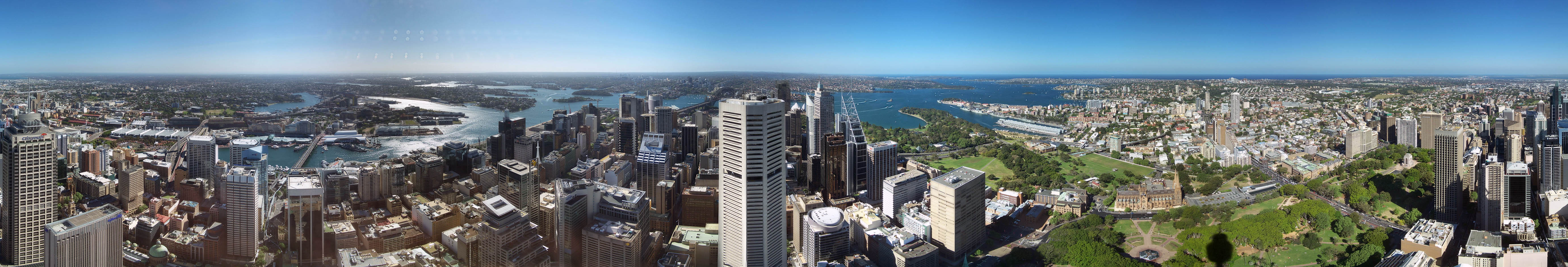
Foto panorámica de 360° desde la plataforma de la Sydney Tower.